# Vlieland
Vlieland (vestfrisisk: Flylân) er en kommune i provinsen Frisland i Nederlandene. Kommunens totale areal udgør 315,79 km2 (hvoraf 275,78 km2 er vand), og indbyggertallet er på 1.126 indbyggere (2005). Hovedby og eneste by er Oost-Vlieland. Vlieland udgør tillige den anden ø, regnet fra vest, i økæden De Frisiske Øer (nl. Waddeneilanden; fy. Waadeilannen), som ligger langs kysten af Nederlandene, Tyskland og Danmark. Den lavvandede del af Nordsøen, som ligger mellem økæden og fastlandet, kaldes Vadehavet (nl. Waddenzee; fy. Waadsee eller it Waad).
Den vigtigste næringsvej på Vlieland er turismen. Der er færgeforbindelse med havnebyen Harlingen på fastlandet.